# Cinefiat
Cinefiat era il ramo d'azienda del gruppo Fiat che si occupava della produzione di spot pubblicitari, musical, cartoni animati, cinegiornali e film al fine di promuovere e sponsorizzare la stessa Fiat.

## Storia
Cinefiat nasce nel 1952 come casa di produzione cinematografica del gruppo Fiat, volta alla produzione di film industriali, con scopi pubblicitari, promozionali o di divulgazione della fabbrica torinese: nel 1956 realizza il suo primo documentario, relativo alla Fiat 600. Innumerevoli sono i titoli e gli argomenti trattati: si va dalle automobili agli aerei, mezzi agricoli, macchine movimento terra, autocarri, motori navali, stabilimenti industriali. Il "Centro Storico Fiat" , Via Gabriele Chiabrera, 20, 10126 Torino, ne detiene la maggior parte ancora su pellicola sia 16 mm, sia 35mm.
Deteneva tutte le competenze non solo professionali ma anche tecniche per la realizzazione interna delle sue produzioni, essendo proprietaria di otto teatri di posa (in Strada della Manta 24 a Torino, il più grande complesso indipendente dopo Cinecittà con 10.000 m² coperti) definiti i migliori in Europa per la produzione fotografica e cinematografica nel settore automobilistico e adattabili anche alle produzioni televisive nonché proprietaria di impianti di illuminotecnica per la realizzazione di spettacoli, eventi e manifestazioni e di tutte le attrezzature video necessarie all'attività. Grande artefice fu la direttrice Maria Rubiolo detta " la Tota" con i suoi molti collaboratori. La sede era situata nei sotterranei di corso Marconi completa di sale cinematografiche, moviole e tutto ciò che era necessario per la realizzazione degli storici documentari marchiati "Cinefiat".
Ha inoltre collaborato con Claude Lelouch, Sergio Castellitto, Vittorio Gassman, Nino Manfredi ecc.
Nel 1994 Fiat cede Cinefiat a Euphon (RCS, Famiglia Rocchietti).